# Pocobletus bivittatus
Pocobletus bivittatus là một loài nhện trong họ Linyphiidae.
Loài này thuộc chi Pocobletus. Pocobletus bivittatus được Eugène Simon miêu tả năm 1897.